# ポール・ベン＝ヴィクター
ポール・ベン＝ヴィクター（Paul Ben-Victor, 本名：Paul Friedman、1965年7月24日 - ）は、アメリカ合衆国の俳優。
ニューヨーク・ブルックリン区出身。ユダヤ系アメリカ人。カーネギーメロン大学卒業。

## 主な出演作品

### 映画
- マフィアの妻(おんな)たち Blood Vows: The Story of a Mafia Wife (1987) テレビ映画
- アーメン・ホラー・ショー/霊感商法をブッとばせ Pass the Ammo (1988)
- ベルーシ/ブルースの消えた夜 Wired (1989)
- アフター・ザ・パニック/サンフランシスコ大地震 After the Shock (1990) テレビ映画
- ルーキー The Rookie (1990)
- ボディ・パーツ Body Parts (1991)
- ミッドナイトヒート Sunset Heat (1992)
- クールワールド Cool World (1992)
- ビホルダー/狂気の暴走 Eyes of the Beholder (1992)
- トラブル・バウンド/復讐の銃弾 Trouble Bound (1993)
- 必殺処刑コップ Extreme Justice (1993)
- トゥルー・ロマンス True Romance (1993)
- ラスト・アウトロー The Last Outlaw (1993) テレビ映画
- 水曜日に抱かれる女 Dream Lover (1993)
- トゥームストーン Tombstone (1993)
- 緊急病棟 State of Emergency (1994) テレビ映画
- レッド・スコルピオン2 Red Scorpion 2 (1994)
- ハウスゲスト/あんただ～れ? Houseguest (1995)
- ヘザー・グラハム/バッドトリップ Toughguy (1995)
- サバイバル・ガイド Bushwhacked (1995) クレジットなし
- ファイアーストーム Firestorm (1995)
- マキシマム・リスク Maximum Risk (1996)
- エド・マクベインの87分署-熱く長い夜- Ed McBain's 87th Precinct: Heatwave (1997) テレビ映画
- ネゴシエーター Metro (1997)
- スタンドオフ Standoff (1997)
- ゴースト・ブラザー/天国から来たヒーロー The Sixth Man (1997)
- 第二惑星 Tempting Fate (1998) テレビ映画
- デッド・オア・アライブ/監獄の街 Point Blank (1998)
- シビル・アクション A Civil Action (1998)
- NYPD15分署 The Corruptor (1999)
- クレイジー・イン・アラバマ Crazy in Alabama (1999)
- MONA 彼女が殺された理由 Drowning Mona (2000)
- ガンシャイ Gun Shy (2000)
- 三ばか大将/芸に賭けた男たち The Three Stooges (2000) テレビ映画
- デアデビル Daredevil (2003)
- オン・ザ・ドール On the Doll (2007)
- ビデオ・ガール Video Girl (2011)
- ドン・ジョン Don Jon (2013)
- 11ミリオン・ジョブ Empire State (2013)
- リベンジ・マッチ Grudge Match (2013)
- ラスト・ガン 地獄への銃弾 By the Gun (2014)
- ゲットハード/Get Hard Get Hard (2015)
- モンスター: その瞳の奥に Monster (2018)
- ザ・バンカー The Banker (2020)
- フライト・リスク Flight Risk (2025)

### テレビドラマ
- L.A.ロー 七人の弁護士 L.A. Law (1986, 1994)
- NYPD BLUE ～ニューヨーク市警15分署 NYPD Blue (1994-1997)
- ザ・プラクティス ボストン弁護士ファイル The Practice (1997)
- 透明人間 The Invisible Man (2000-2002)
- THE WIRE/ザ・ワイヤー The Wire (2003-2008)
- アントラージュ★オレたちのハリウッド Entourage (2005-2008)
- 女検察官アナベス・チェイス Close to Home (2006-2007)
- ザ・プロテクター/狙われる証人たち In Plain Sight (2008-2012)
- メンタリスト season2 13話  レコード会社社長 (2010)
- VEGAS/ベガス Vegas (2013)
- TRUE DETECTIVE True Detective (2014)
- ザ・スナイパー -THE MATADOR- Matador (2014)
- VINYL ‐ヴァイナル‐Sex,Drugs,Rock'n'Roll&NY Vinyl (2016)
- プリーチャー Preacher (2017)
- サンタ・クラリータ・ダイエット Santa Clarita Diet (2018)